# Anastasia: Once Upon a Time
Anastasia: Once Upon a Time is een Amerikaanse fantasy-avonturenfilm uit 2020, geschreven en geregisseerd door Blake Harris. De film is zeer losjes gebaseerd op de legende van grootvorstin Anastasia Nikolajevna van Rusland.

## Verhaal
Anastasia ontsnapt door een betoverde poort wanneer haar familie wordt bedreigd door Vladimir Lenin. Met haar overlijden bevindt Anastasia zich in 1988 en raakt bevriend met een jong Amerikaans meisje.

## Rolverdeling
| Acteur            | Personage                          |
| ----------------- | ---------------------------------- |
| Emily Carey       | grootvorstin Anastasia Nikolajevna |
| Amiah Miller      | Megan                              |
| Brandon Routh     | tsaar Nicolaas II van Rusland      |
| Aliyah Molden     | Bliss                              |
| Armando Gutierrez | Grigori Raspoetin                  |
| Kendall Vertes    | Beatrice                           |
| Donna Murphy      | Yara de tovenares                  |
| Jo Koy            | Vladimir Lenin                     |
| Lee Tae-ri        | prins Lee                          |
| Haley Swindal     | tsarina Alexandra Fjodorovna       |

## Productie
De belangrijkste productie begon in de zomer van 2017 in Louisville, Kentucky, waarbij de jonge sterren het deel van de film uit 1988 filmden. De opnames voor het gedeelte uit 1917 van de film begonnen in augustus 2017 en eindigden in april 2018 na een pauze tussen de filmlocaties van ongeveer zes maanden vanwege de planning van de locatie, de Rosecliff, dezelfde locatie die werd gebruikt voor de Great Gatsby en zijn acteurs Jo Koy en Brandon Routh.

## Release
De film werd op 7 april 2020 via digitale platforms uitgebracht.